# Whodunit

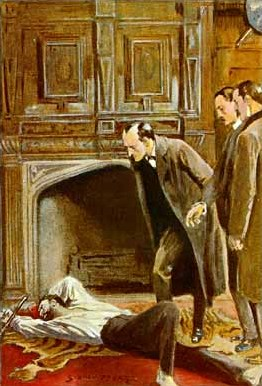
A The Adventure of the Abbey Grange, Sherlock Holmes investiga l'assassinat d'Eustace Brackenstall, mort per un desconegut

Els termes whodunit o whodunnit provenen de la contracció en una sola paraula de la pregunta en llengua anglesa Who has done it? o Who 's done it? ("Qui ho ha fet?"), i fan referència a una varietat de trama complexa dins de la novel·la policíaca, en la qual un enigma o una mena de trencaclosques sobre qui va cometre un crim és la seva principal característica d'interès. En aquest subgènere es proveeixen al lector els indicis o les pistes a partir de les quals es pot deduir la identitat de l'autor del delicte, perquè pugui deduir abans de la solució que es revela en les últimes pàgines del llibre. En general la investigació sol ser realitzada per un detectiu aficionat o semiprofessional, freqüentment excèntric i erudit.